# Nouainville
Nouainville é uma comuna francesa na região administrativa da Normandia, no departamento Mancha. Estende-se por uma área de 3,81 km². Em 2010 a comuna tinha 647 habitantes (densidade: 169,8 hab./km²).